# Fioravante Massolini
Fioravante Massolini (Caxias do Sul, 5 de agosto de 1908 – 2000) foi um político brasileiro.

## Vida
Filho de Primo Massolini e de Lúcia Massolini. Casou com Palmira Nardi Massolini, consórcio do qual nasceu, dentre outros, Neudy Primo Massolini.

## Carreira
Foi prefeito de Concórdia, nomeado pelo interventor Udo Deeke em 1946, e eleito (1947 — 1951) e (1956 — 1960).
Foi deputado à Assembleia Legislativa de Santa Catarina na 5ª legislatura (1963 — 1967), eleito pelo Partido Social Democrático (1945-2003) (PSD), na 6ª legislatura (1967 — 1971), na 7ª legislatura (1971 — 1975), e na 8ª legislatura (1975 — 1979), eleito pela Aliança Renovadora Nacional (ARENA).